# 多治比池守
多治比池守（日语：／ Tajihi no Ikemori，？—730年10月23日）是日本奈良時代公卿，左大臣多治比嶋的長子。官位為從二位大納言。

## 生涯
持統天皇7年（693年），池守晉升至相當於從五位下的直廣肆。和銅元年（708年），元明天皇頒佈詔書，決定遷都至平城京，池守便升任從四位下民部卿，並且與阿倍宿奈麻呂一同擔任造平城京司長官負責興建平城宮事宜。和銅6年（713年），池守升至正四位下，在和銅7年（714年）再升至從三位。
和銅8年（715年），池守就任大宰帥，其後在靈龜3年（717年）由於作為地方官施政得宜，獲賞賜10疋綾、20疋絹、30疋絁、300屯綿和100端布。其後的養老2年（718年），池守在元正天皇治下再升任為中納言，養老5年（721年）又晉升為大納言，養老7年（723年）位階升至正三位，地位上僅次於左大臣長屋王。
神龜4年（727年）正月，池守升至從二位，並且在同年11月帶領百官參見聖武天皇的皇太子阿倍内親王（後來的孝謙天皇）。神龜6年（729年），長屋王之變爆發，池守則被派前往質問長屋王。長屋王失勢後，池守在一眾太政官中地位僅次於知太政官事舍人親王。天平2年9月8日（730年10月23日），池守死去。最終官位是從二位大納言。

## 家族
- [16]

父：多治比嶋
- 母：紀大人（日语：紀大人）之女
- 妻：不詳（生母不詳の子女）
  - 男子：多治比屋主（日语：多治比屋主）
  - 男子多治比家主（日语：多治比家主）[17]
  - 男子：多治比犢養（日语：多治比犢養）
  - 男子：多治比禮萬呂
  - 男子：多治比鷹主